# عربی ماریدی
عربی ماریدی یک پیجین محتمل عربی بود که در حدود سال ۱۰۰۰ میلادی در درهٔ نیل بالا تکلم می‌شد. عربی ماریدی در صورت وجود داشتن، کهن‌ترین پیجین ثبت شده‌است. از آن فقط پنجاه کلمه در متنی مربوط قرن یازدهم بازمانده است.
در سال ۱۰۶۸، جغرافی‌دان اندلسی ابو عبید البکری سخنان یک مسافر از اسوان را منتشر کرد که از خلفای فاطمی شکایت می‌کرد که اجازه داده‌اند در شهر «ماریدی» زبان عربی مثله شود [و بدین صورت در آید]. به نظر می‌رسد که سخن او دربارهٔ یک پیجین واقعی یا حداقل یک زبان عربی متفاوت باشد. این زبان با عربی جوبا و زبان نوبی اشتراکات زیادی داشت.